# Antoni López i Benturas
Antoni López i Benturas (Barcelona, 26 de juliol de 1864 - Barcelona, 18 d'octubre de 1931) fou un llibreter i editor català.

## Biografia
Fou fill del llibreter Innocenci López i Bernagossi i de la seva esposa Joana Benturas i Puig (1824-1892). Fou pare del llibreter, Antoni López i Llausàs.
Digne continuador de l'obra del seu pare, va seguir regentant la llibreria Española i des d'allí va seguir editant llibres i les revistes La Campana de Gràcia i L'Esquella de la Torratxa. Formà part de la penya La Punyalada juntament amb el seu amic Santiago Rusiñol.
Es va casar a Barcelona el 17 d'abril de 1887 amb la barcelonina Carme Llausàs i Corominas (1863-1938).
Antoni López va morir després d'una llarga malaltia al seu domicili de la avinguda de la República Argentina de Barcelona. La comitiva del trasllat del seu cos al Cementiri Nou (el de Montjuïc) va ser presidida per l'alcalde de la ciutat, el doctor Jaume Aguadé.